# Thrassis pandorae
Thrassis pandorae är en loppart som beskrevs av Jellison 1937. Thrassis pandorae ingår i släktet Thrassis och familjen fågelloppor.

## Underarter
Arten delas in i följande underarter:
- T. p. pandorae
- T. p. jellisoni